# On the Boards
On the Boards – drugi album irlandzkiej grupy bluesrockowej Taste, wydany w 1970 roku.

## Lista utworów
Wszystkie utwory są autorstwa Rory’ego Gallaghera.
| 1.  | „What's Going On”                          | 2:49  |
|     |                                            |       |
| 2.  | „Railway and Gun”                          | 3:39  |
|     |                                            |       |
| 3.  | „It's Happened Before, It'll Happen Again” | 6:34  |
|     |                                            |       |
| 4.  | „If the Day Was Any Longer”                | 2:10  |
|     |                                            |       |
| 5.  | „Morning Sun”                              | 2:40  |
|     |                                            |       |
| 6.  | „Eat My Words”                             | 3:47  |
|     |                                            |       |
| 7.  | „On the Boards”                            | 6:02  |
|     |                                            |       |
| 8.  | „If I Don't Sing I'll Cry”                 | 2:40  |
|     |                                            |       |
| 9.  | „See Here”                                 | 3:06  |
|     |                                            |       |
| 10. | „I'll Remember”                            | 3:00  |
|     |                                            |       |
|     |                                            | 36:27 |
|     |                                            |       |

## Wykonawcy
- Rory Gallagher – wokal, gitary, harmonijka ustna
- Richard McCracken – gitara basowa
- John Wilson – bębny, instrumenty perkusyjne